# Jonathan Wallace
Jonathan Lewis Wallace (Huntsville, 16 maggio 1986) è un ex cestista statunitense.

## Palmarès
- Campionato tedesco: 1

EWE Baskets Oldenburg: 2008-09
- Campione NBDL (2010)